# Фігуризм
Фігуризм — інтелектуальна течія у колі єзуїтів 17-го — початку 18-го століття, важлива сторінка в історії культурних контактів між Європою та Східною Азією.

## Назва та загальна характеристика

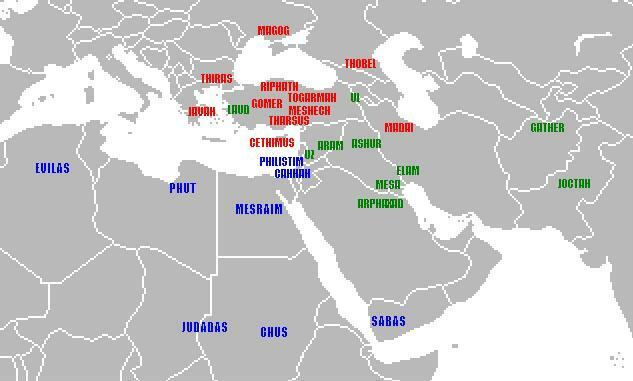
Тогочасний західний погляд на заселення світу після Великого Потопу: нащадки трьох синів Ноя (Симові — зеленим кольором). За Йосипом Флавієм, 1 ст. н. е.

Фігуризм (також фігуралізм, «Бувеїзм» — за прізвищем засновника, див. нижче; символізм, міфологізм; енохізм — за ім'ям біблейського патріарха; кінізм — від кін, «канон» 經, у тогочасній транслітерації) був спробою узгодження китайської класичної культури із Біблією. Герої китайської давнини спекулятивно ототожнювалися з біблейськими фігурами найдавніших часів, а конфуціанське очікування на «досконаломудрого» 聖人 — із очікуванням Месії. Тригером цього процесу стало знайомство єзуїтів з китайською старовинною «Книгою перемін» (Ї-цзін), редагування якої традиційно приписувалося Конфуцію (551—479 до н. е.). Західні місіонери та їхні прихильники вважали, що надбалися загубленого вчення, яке збереглося в Китаї ще від Сима — найстарішого з трьох синів Ноя.

## Історичний фон та формування
Жоакен Буве (Joachim Bouvet, 1656—1730), головний пропонент фігуризму, був одним з декількох продовжувачів амбіційного проєкту Товариства Ісуса (засн. у 1540) по розповсюдженню християнства у Південній та Східній Азії. Перший розквіт місії єзуїтів в Китаї стався наприкінці династії Мін (80-90-і роки 16 ст. та початок 17-го століття). Із падінням династії Мін (1644) католицькі місіонери, разом з їхніми китайськими паствами, опинилися перед вибором: співробітництво із новою владою, маньчжурською династією Цін чи лояльність старій владі у вигнанні. Загалом, єзуїти переслідували подвійну мету: переконання місцевих жителів у привабливості християньского вчення та переконання європейського релігійного істеблішменту у перспектиності власної діяльності.
Буве був одним з шести французьких місіонерів надісланих до нової влади Людовиком XIV (правл. 1643—1715). Місія дісталася Пекіну взимку 1688 року та отримала ввічливий прийом від імператора Сюаньє, правлячого під девізом «Кансі» (1661—1722). З 1690 Буве та його колега, Жан-Франсуа Жербійон (Jean-François Gerbillon), вже інструктували енергійного імператора у західних науках. Навчаючи імператора алгебрі та геометрії, Буве дізнався про його зацікавленість «Книгою перемін» та використав власні знання з християнської герменевтики та гебрейської каббали, популярної в християнських колах Європи починаючи з Ренесансу.

## Головні засади
Із знайомством з китайськоє ієрогліфікою Буве висунув думку, що вона містить натяки на біблейську історію. До прикладу, він інтерпретував правий елемент ієрогліфа "човен" 船 як "вісім людей (八口) що містилися у Ноєвому Ковчезі, ієрогліф "небо" 天 - як так такий, що містить пророцтво про "другого" (二 "два") Адама (人 "людина"). Триграму Цянь , що символізує Небо у "Книзі перемін", було інтерпретовано як свідоцтво про догмат Святої Трійці (三 "три"). Таким самим чином, кілька інших триграм було характеризовано як символи християнського катехізису.
Серед славнозвісних персонажів китайської давнини, фігуристи "впізнали" Адама - у міфічному довгожителі Пен Цзу 彭祖, та Еноха - у Фу Сі.
У китаємовних працях по «Книзі перемін» Буве навіть зазначив, що всі люди - брати, бо походять від єдиного предка, а католицтво - не просто західне вчення, а істинний Шлях, який йде від самого Конфуція.
У захопленні каббалою, Буве ототожнив 22 літери давньогебрейської мови із 22 знаками китайського ворожильного календаря та геомантії (див. Китайська нумерологія). Спираючись на західну та китайську літературу, він підтримував ідею "містичної математики", відповідно до якої був утворений світ. Серед західних схем, які особливо пасували китайській аудиторії, Буве використав "трикутник Паскаля", аналогія якого була розроблена в Китаї Яном Хуеєм (13 ст., дин. Сун).

## Сприйняття в Китаї та Європі
Ще до Буве, або одночасно із ним, паралелі християнської доктрини із «Книгою перемін» були відзначені декількома китайськими інтелектуалами, навернутими у християнство (Шао Фучжун, цзіньши 1596; Чжан Ґен, Чжоу Чжи). Спроби на новітнє читання класиків загалом були зрозумілі та близькі тогочасному конфуціанству, яке рухалося в напрямку "перевірки класичних стверджень" - каочжен ; з іншого боку, наполягаючи на філологічних методах, деякі пропоненти цієї течії не цілковито відмовилося від космології та нумерології (див, наприклад, Цзян Юн, Лі Фу, пізніше Цзяо Сюнь).
На думку сучасного китайського науковця Ханя Ці, Буве сприяв зацікавленості маньчжурського володаря у класичнім конфуціанськім творі. У свій час, Імператор Кансі дуже поважно ставився до математичних знань Буве, але не сприйняв його теології. Палацеві інтелектуали скаржилися на незрозумілість та пестроту ідей Буве. Не поділяли їх також і деякі з місіонерів (Шарль Мегро Charles Maigrot, 1652-1730, та ін.). У квітні 1716 делегація єзуїтів, ворожня до фігуризму, спромоглася переконати імператора, що ідеї Буве не лише ексцентричні, але й небезпечні.
На Заході зацікавленість у «Книзі змін» виявив Ґотфрід Вільгельм Лейбніц (1646-1716). Перший переклад цього твору латиною був виконаний у 1736 році, але його автори вкрай критично ставилися до алегоризму, який висував Буве.
Швидкому занепаду фігуризму сприяли також більш вагомі політичні причини: дипломатичний провал місії 1706 року, яку очолив папський легат Турнон (1668-1710), сприяв забороні західних місій з боку Кансі (1721) та відповідними кроками у Римі. Погіршення ситуації було також спричинене конкуренцією між єзуїтами та домініканцями - як в Китаї, так і в Старім та Новім Світі.